# Faaborg og Omegn
|  | Denne artikel er oprettet af botten PalnaBot ud fra en ekstern database. Den kan derfor have sproglige fejl eller mangler. Denne skabelon kan fjernes efter kontrol af indholdet. |

Faaborg og Omegn er en film med ukendt instruktør.

## Handling
Bølger i opblæst hav mod klippegrund. (Kullen). Meget smukke Fåborg gadebilleder. Torvet. Den gamle byport. Gamle huse. Gårdsplads med hestevogne. Mølle. Havnen. Fra omegnen. Natur. Landevej med hestekøretøj, gård og mølle i baggrunden. Havnen, skibe i vandet. Vandmølle i funktion. Kunstmaler maler motiv fra vandløb. Både i vandet.